# Torp (stadsdel)
Torp är en stadsdel i östra Göteborg med stadsdelsnummer 49. Stadsdelen bildades genom beslut av magistraten i Göteborg den 15 juni 1923. Stadsdelsgrannar är: nr 46 Kålltorp i norr; nr 48 Delsjön i öster; nr 51 Skår i söder: nr 50 Bö i väster och nr 45 Lunden i nordväst. Stadsdelen har en areal på 217 hektar.

## Inkorporering och utbyggnad från 1920-talet
Sedan de östra delarna av Örgryte socken inkorporerats i Göteborgs stad år 1922, delades den upp i stadsdelarna Bö, Torp, Skår, Kallebäck, Gårda, Lunden, Kålltorp och Sävenäs, namngivna efter gamla gårdar. Stadsingenjören Albert Lilienberg lade samma år fram en plan för bostadsbyggande, framför allt villabebyggelse, för Bö, Torp, Kålltorp och en del av Skår. Runt Sankt Sigfrids plan och i Kålltorps egnahem genomfördes förslagen.
Marken i Torp tillhörde gårdarna Stora Torp, Lilla Torp och Kärralund. Redan 1902 hade Kärralunds villastad börjat byggas och efter inkorporeringen byggdes den ut ytterligare. Albert Lilienbergs plan omfattade villor längs Delsjövägen, men den ändrades, varefter det under åren 1940–1950 uppfördes lamellhus och radhus. Radio- och TV-huset Synvillan uppfördes i området 1970.

## Bebyggelse

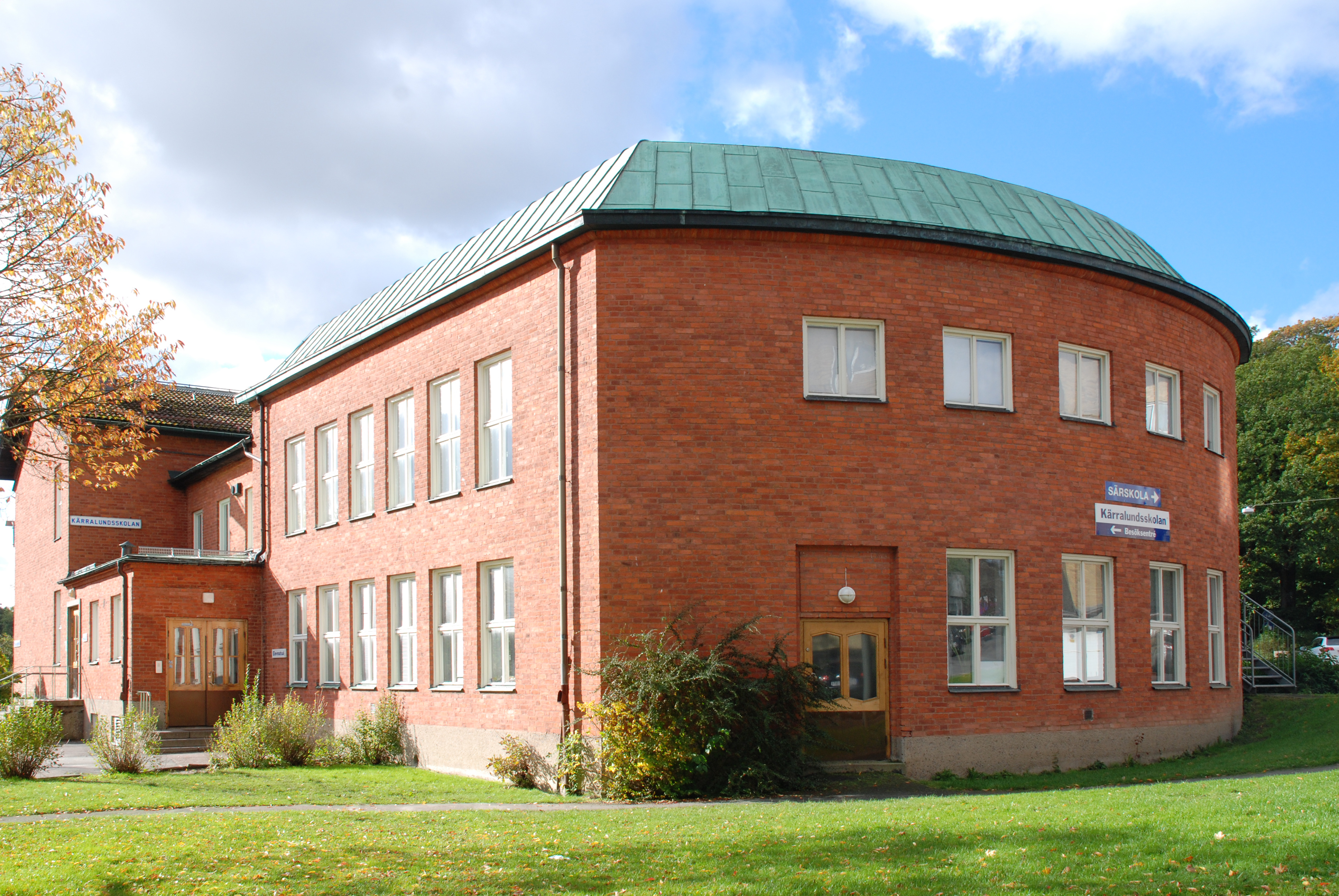
Kärralundsskolan.

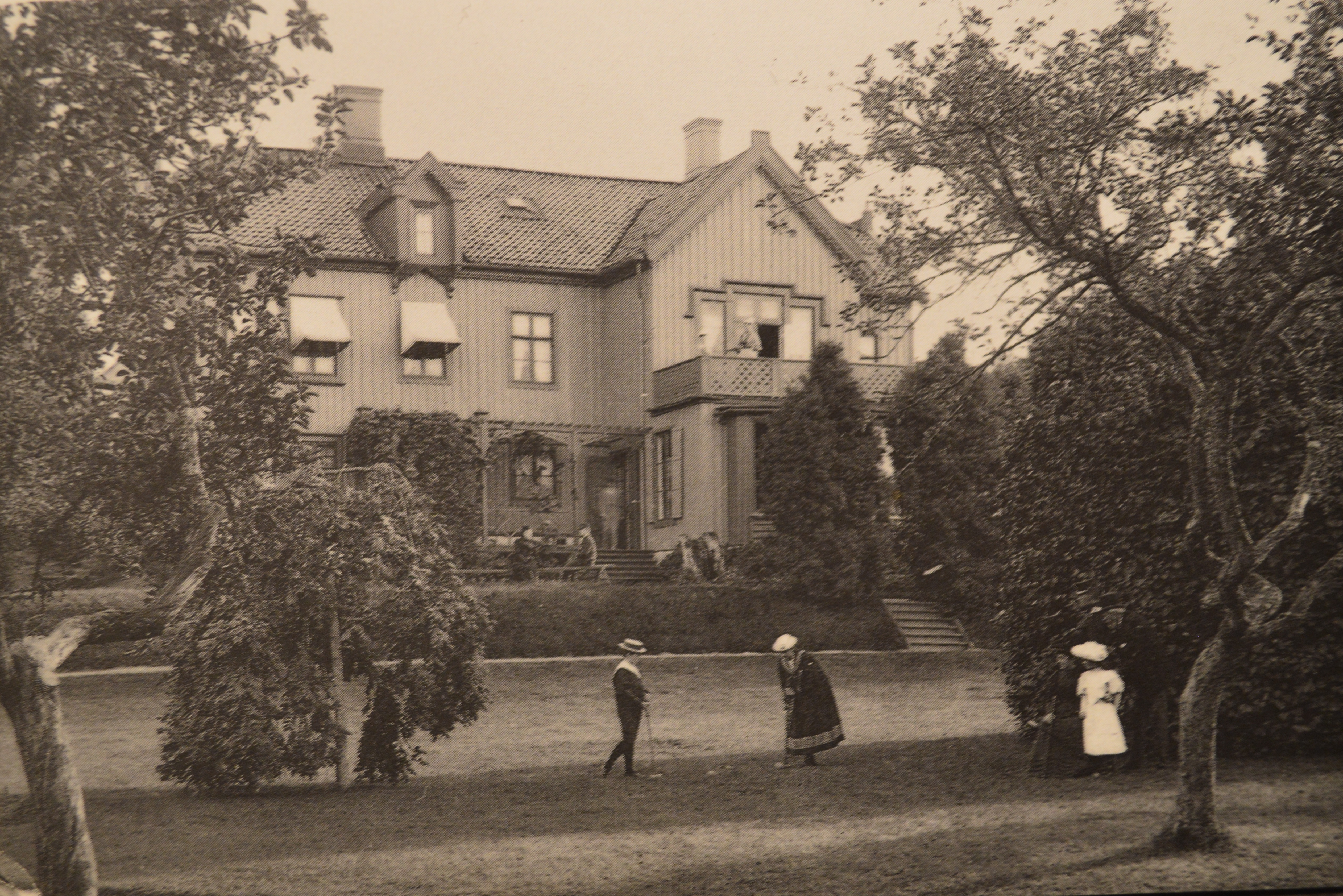
Lilla Torp, uppfört på 1700-talet och revs 1968

Stora Torps nuvarande huvudbyggnad uppfördes av Oscar Ekman 1873 efter ritningar av Axel Kumlien. År 1942 tog Skogssällskapet över och 1987 byggdes den ut mot öster. På gårdens marker finns även arrendatorsbostad, ekonomibyggnader, trädgårdsmästarbostad och en magasinsbyggnad i gråsten.
Bostadsområdet vid Iskällareliden ligger på Lilla Torps tidigare marker. Området planlades av Tage William-Olsson och bebyggdes av HSB under åren 1946–1948 med lamellhus i gult tegel ritade av C Björkegren. Av Lilla Torp återstår endast trädgårdsmästarbostaden, delar av allén och några grindstolpar. Huvudbyggnaden revs 1968.
Omkring Kärralundsskolan och Delsjöbäcken består bebyggelsen av trevånings bostadshus i gult eller rött tegel, uppförda 1944–1945. Stadsplanen upprättades 1944 av Gunnar Sundbärg och bland arkitekterna märks Gotthard Ålander, Erik Holmdal och Nernst Hanson. Kärralundsskolan ritades av Ragnar Ossian Swensson och Mandus Mandelius och byggdes 1949.
Radhusen vid Daltorpsgatan, Anders Zornsgatan och Skillnadsgatan byggdes 1945–1948 och stadsplanen upprättades 1937 av Uno Åhren. Arkitekter var bland annat Ingrid Wallberg, N Hanson och Elsa-Brita Ekman.
På tomten för det tidigare radio- och tv-huset Synvillan uppförs under åren 2014–2019 500 bostäder i flerfamiljshus och radhus, bestående av 150 hyresrätter, 300 bostadsrätter och 48 radhus med äganderätt. Markägare är Älvstranden Utveckling AB och Göteborgs stad. Bostadsrättsföreningen Studio 1 tilldelades 2016 års Kasper Salin-pris.

## Etymologi
Bynamnet Torp påträffas 1550 med namnformen Torpit(t) och Torpett. Betydelsen är "den tidiga eller första bebyggelsen" på en viss plats. Byn bestod (troligen redan före 1625) av två hemman, Lilla Torp och Stora Torp.